# Messor dentatus
Messor dentatus är en myrart som beskrevs av Santschi 1927. Messor dentatus ingår i släktet Messor och familjen myror. Inga underarter finns listade i Catalogue of Life.